# 浦戸城
浦戸城（うらどじょう、Urado Castle, Urado-jo）は、高知県高知市浦戸（土佐国吾川郡浦戸）にあった日本の城。
戦国時代に長宗我部元親が居城とし、山内一豊も高知城に移るまで居城とした。現在は県の史跡に指定されている。

## 概要
高知市南部、桂浜の北部丘陵の浦戸山（標高59m）上に築かれた中世の平山城跡で、土佐湾（太平洋）に面している。浦戸は高知平野の入り口に位置し、紀貫之の『土佐日記』にも浦戸の港として記載されるなど、古来より水運の拠点となる地であった。
古くより豪族の城砦があったとされるが、本格的には戦国時代に本山氏により築城されたと考えられている。その後本山氏を滅ぼした長宗我部氏が支城とし、長宗我部元親が大幅に改修した後、大高坂城（現 高知城）より移って居城とした。長宗我部時代には本丸・二の丸・三の丸・出丸で構成されて3層の天守が設けられる大規模な城であり、丘陵北部の浦戸湾岸に、侍屋敷や船溜所を設けた城下町が置かれた。江戸時代、長宗我部氏に代わって土佐に入国した山内一豊もまた本城を居城としたが、高知城築城後に居を移したため、廃城となった。
現在は県の史跡に指定されているが、城跡には国民宿舎桂浜荘・県立坂本龍馬記念館が建ち、石垣・堀切の一部を遺構として残すのみである。

## 歴史・沿革

### 初期
城跡のある浦戸山には、鎌倉時代～室町時代初期に城砦が存在していたとされる。天文年間（1532年～1554年）、土佐七雄の一つ本山氏がこの地まで勢力を伸ばし、最盛期を築いた本山茂宗（清茂）により築城された。

### 安土桃山時代
永禄3年（1560年）、長宗我部国親が長浜の戦いにて本山氏を破り、長浜城と共に本城を支配下に収めた。戦国時代末期、岡豊城を主城としていた国親の子・元親は、天正16年（1588年）大高坂山（現在高知城のある山）に城を移したが水害が多く、3年後の天正19年（1591年）、浦戸城をそれまでの海からの防衛を主とした山城であったものから、水陸両面からの防衛を重視した本格的な城郭に改築し、居城とした。本丸・二の丸・三の丸・出丸から構成され、五間四方3層の天守も備えられていた。慶長4年（1599年）元親が死去し4男・盛親が家督を継ぐ。翌年の慶長5年（1600年）、盛親は関ヶ原の戦いで石田三成方（西軍）に付いたが敗北し、長宗我部氏は改易された。

### 江戸時代
同年、山内一豊が代わって土佐藩主となったが、一領具足と呼ばれる長宗我部旧臣の抵抗に遭い入国出来ない状態であった。10月19日、幕府の命を受けた井伊直政が家臣の鈴木平兵衛・松井武太夫を城の受けとりに赴かせたが、長宗我部氏の旧臣は、鈴木及び松井を銃撃し、かつての主だった盛親の説得にも応じず、「浦戸一揆」と呼ばれる50日間に及ぶ頑強な抵抗を行った。諸藩を動員しての大規模な討伐も検討されたが、結局、盛親の家老だった桑名弥次兵衛・宿毛甚左衛門らの策謀によって鎮圧され、城内の273人の遺臣は殺害の上、晒し首にされた。翌年の慶長6年（1601年）1月になってようやく一豊が入城した。しかし、この地では手狭であると感じ、同年8月より高知城の築城に着手。慶長8年（1603年）完成し、一豊が移ったため浦戸城は廃城となった。

## 遺構

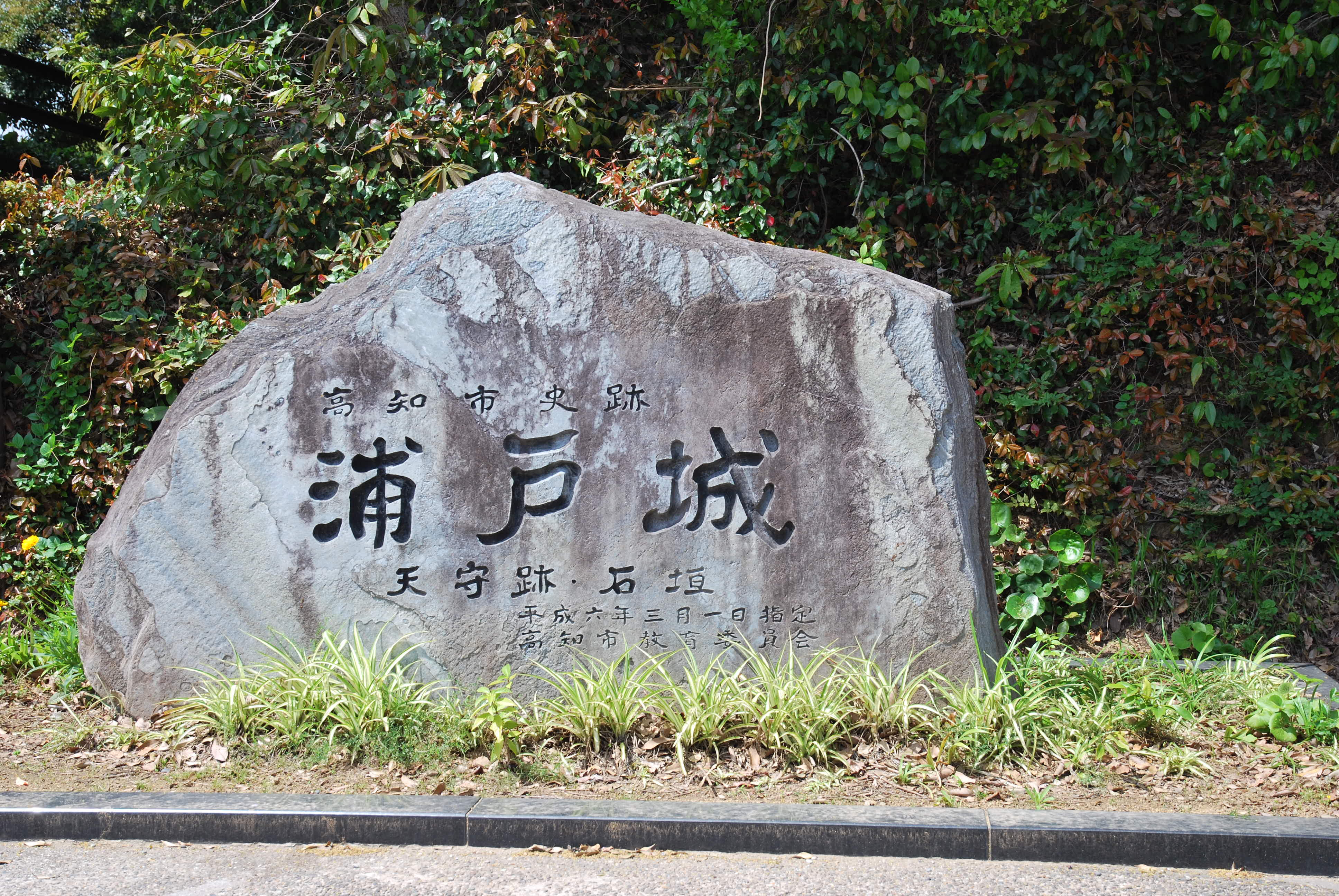
浦戸城の碑

廃城後は山内氏による高知城築城に資材が使われ、さらに国民宿舎桂浜荘と坂本龍馬記念館が建築されるにあたり破壊された為、現在、遺構と呼ばれるものは殆どない。本丸石垣の一部と二ノ丸付近に3条の堀切が僅かに残り、石碑が建っているのみである。桂浜荘と龍馬記念館の建つ辺りが本城となる。1995年、桂浜荘改築に付随して城跡の発掘調査が行われたが、その結果詰（本丸）付近から出土した瓦の質が岡豊城などの瓦と比較して低いことが判明した。この結果を受けて、浦戸城は朝鮮出兵に備えて築かれた臨時の拠点であり、将来的には大高坂山城(高知城)に本拠を戻す予定があったとする説も出されている。

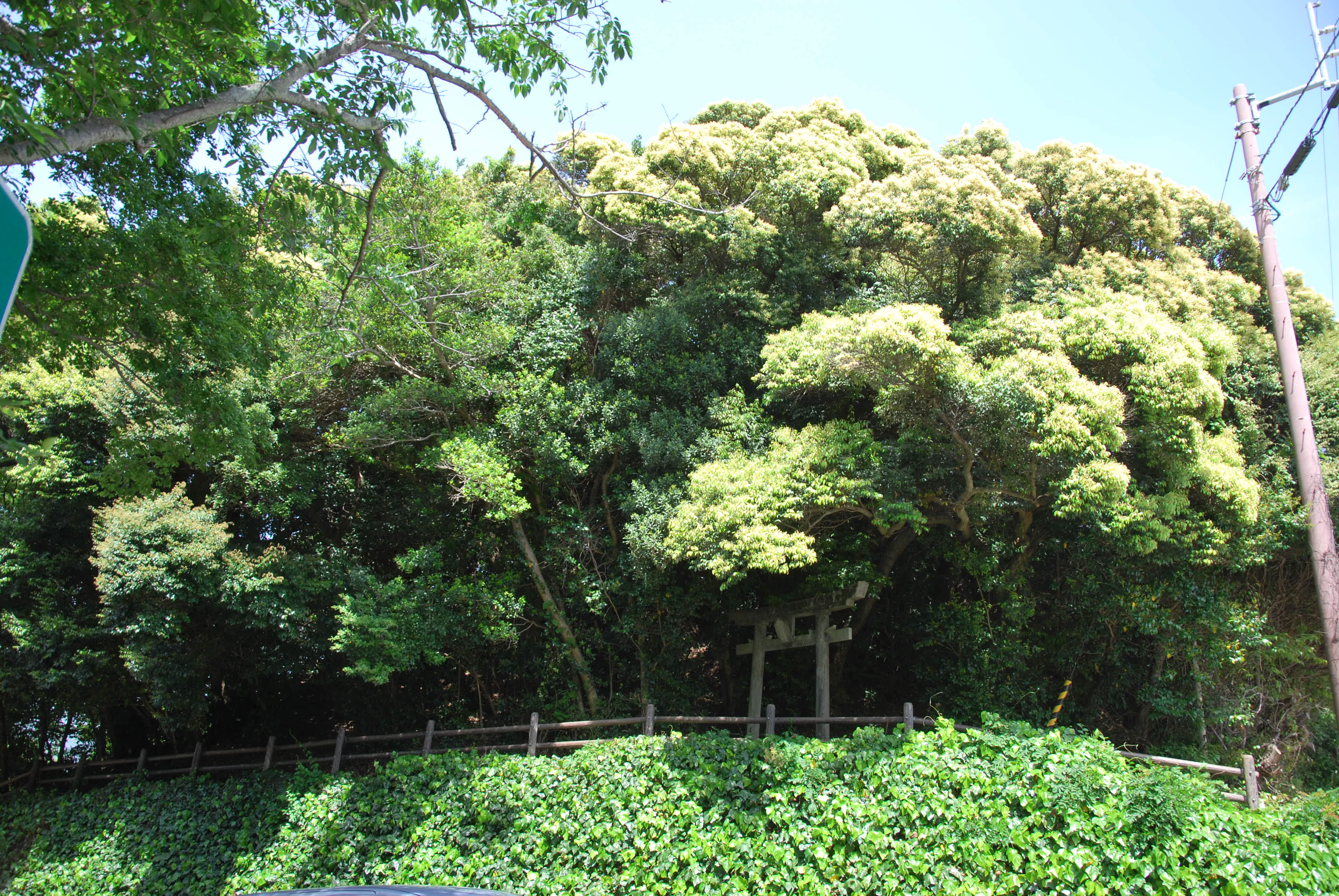
天守台

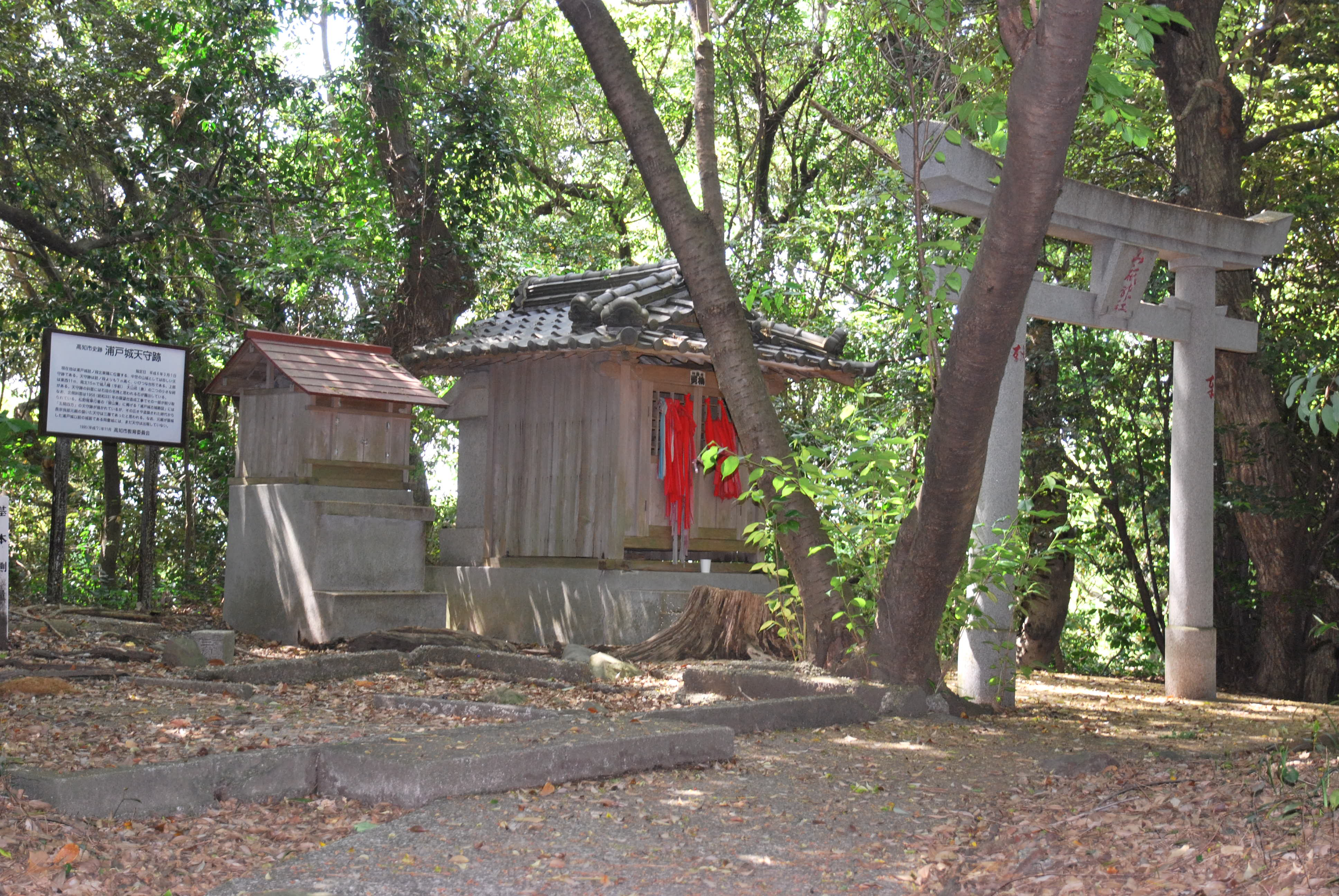
天守台に建つ城八幡（左）と大山祇神社（右）

天守台跡
天守台跡には大山祇神社と城八幡の祠が残るのみである。天守台への入口横には浦戸城址碑と案内板が立てられ、移築された石垣の一部がある。
三の丸跡
道路脇に石碑・案内板が立つ。

## 周辺
土佐湾
- 浦戸湾
  - 桂浜
  - 浦戸大橋
  - 種崎造船所 - 長宗我部時代から続く造船所。

浦戸山山頂・麓
- 国民宿舎桂浜荘
- 高知県立坂本龍馬記念館
- 土佐藩砲台跡
- 一領具足供養の碑・六地蔵

長宗我部氏関連
- 長宗我部元親墓所
- 雪蹊寺 - 四国八十八箇所第30番札所。長宗我部氏の菩提寺で、長宗我部信親（元親嫡男）墓が立つ。
- 若宮八幡宮 - 元親が戦勝祈願を行った。現在元親初陣の銅像が立つ。
- 岡豊城

## 交通アクセス
- 市中心部からとさでん交通バス（花海道経由桂浜行き）龍馬記念館前バス停下車すぐ。
- 無料駐車場あり（桂浜荘・龍馬記念館前）。